# Greenwood (Delaware)
Greenwood es un pueblo ubicado en el condado de Sussex en el estado estadounidense de Delaware. En el año 2000 tenía una población de 837 habitantes y una densidad poblacional de 489 personas por km².

## Geografía
Greenwood se encuentra ubicado en las coordenadas 38°48′23″N 75°35′24″O / 38.80639, -75.59000.

## Demografía
Según la Oficina del Censo en 2000 los ingresos medios por hogar en la localidad eran de $35,588, y los ingresos medios por familia eran $40,000. Los hombres tenían unos ingresos medios de $30,066 frente a los $21,094 para las mujeres. La renta per cápita para la localidad era de $13,918. Alrededor del 11.5% de la población estaban por debajo del umbral de pobreza.

## Localidades adyacentes
Diagrama de las localidades a un radio de 16 km a la redonda de Greenwood.